# Верльте
Верльте (нім. Werlte) — громада в Німеччині, розташована в землі Нижня Саксонія. Входить до складу району Емсланд. Центр об'єднання громад Верльте.
Площа — 63,75 км2. Населення становить 10 259 ос. (станом на 31 грудня 2021).